# Cidariophanes luculenta
Cidariophanes luculenta là một loài bướm đêm trong họ Geometridae.